# Татяна Толстая
Татяна Толстая (на руски: Татья́на Ники́тична Толста́я) е известна руска писателка.

## Биография и творчество
Родена е на 3 май 1951 в Ленинград, в многодетното семейство на професора по физика Никита Толстой, син на известния руски писател Алексей Толстой. Нейният син Арте́мий Лебедев е известен дизайнер.
Завършила е класическа филология в Ленинградския университет, преподава руска литература в Принстънския и други университети в САЩ.
Толстая е представител на „новата вълна“ в литературата, едно от най-ярките имена на „артистичната проза“, учи се от „игровата проза“ на Михаил Булгаков. Нейният стил е ексцентричен, силно поетичен, с ярки образи и същевременно пародиен.